# Luciano Castro
Luciano Castro (Villa del Parque, 16 marzo 1975) è un attore argentino.
È principalmente noto per aver recitato in Lalola, Valientes, Herederos de venganza, Sos mi hombre e Five Stars. È stato nominato 4 volte ai Premio Martín Fierro e ha vinto 1 come miglior protagonista di commedia con la telenovela Lalola.

## Carriera
Ha iniziato a 17 anni con Jugate conmigo, tra il 1993 e il 1994 e ha partecipato al programma Life Collage nelle vacanze d'inverno del 1994.
Più tardi ha avuto parti piccole in Chiquititas (1995), Montaña rusa,otra vuelta (1996), Como pan caliente (1996), R.R.D.T. (1997), Campeones de la vida (1999), PH (2001), Son amores (2002), Durmiendo con mi jefe (2003), Los Roldán (2004-2005).
In questi anni recita nelle opere di teatro Rita, la salvaje (2000), Hipolito y Fedra (2005), Jake se fue a remar (2008) ed altre.
Nel 2006 ottiene un ruolo importante nella serie El tiempo no para e nel 2007 è il protagonista per la prima volta insieme a Carla Peterson nella serie Lalola. Ottiene il premio Martín Fierro come miglior protagonista della commedia.
Nel 2008 è protagonista insieme a Natalia Oreiro nella serie Amamda O con grande fama nei paesi dell'Est Europa e Medio Oriente.
Nel 2009 ottiene il primo ruolo nel cinema con il film Toda la gente sola. Sempre in quest'anno è  il protagonista della telenovela Valientes, la serie più vista di Pol-ka Producciones dell'anno. Grazie a questo successo insieme a Mariano Martínez  e Gonzalo Heredia, è il protagonista della versione teatrale a Mar del Plata nell'estate 2009-2010. 
Ritorna alle telenovelas nel 2011, come protagonista di Herederos de una venganza insieme a Romina Gaetani in onda su El Trece.
Nel 2012 è protagonista Camino negro nel teatro e Amor a mares nel cinema.
Da metà del 2012 al 2013 è protagonista della serie Sos mi Hombre insieme a Celeste Cid in onda su El Trece.
Nel 2014 è il protagonista di Señores Papis, insieme a Joaquín Furriel, Peto Menahem e Luciano Cáceres in onda su Telefe. 
Nel 2016 è protagonista della serie Los ricos no piden permiso insieme ad Araceli González, di Pol-ka Producciones su El Trece.
Nel 2017 è co-protagonista nella serie Five Stars nel ruolo di Mariano.
Nel 2018 prende parte a Cien días para enamorarse.
Nel 2019 Pequeña Victoria e inizia lo spettacolo teatrale Desnudos con Gonzalo Heredia, Mercedes Scapola, Sabrina Rojas, Brenda Gandini e Luciano Cáceres, poi sospeso per il covid e ripreso a Settembre 2021.
Nel 2021 annuncia la sua partecipazione a El primero de nosotros che andrà in onda su Telefe.

## Filmografia

### Televisione
- Jugate conmigo (1993-1994)
- Life College (1994)
- ¡Hola Papi! (1995)
- Montaña rusa, otra vuelta (1996)
- Chiquititas (1995)
- Como pan caliente (1996)
- R.R.D.T. (1997)
- Chiquititas (1998)
- Campeones de la vida (1998-1999)
- Chiquititas (2000)
- PH (Propiedad Horizontal) (2001)
- Son amores (2002-2003)
- Rebelde Way (2002)
- Durmiendo con mi jefe (2003)
- Los Roldán (2004-2005)
- El tiempo no para (2006)
- Lalola (2007-2008)
- Amanda O (2008-2009)
- Valientes (2009-2010)
- Ciega a Citas (2010)
- Malparida (2010)
- Lo que el tiempo nos dejó (2010)
- Herederos de una venganza (2011)
- Sos Mi Hombre (2012-2013)
- Los ricos no piden permiso (2015-2016)
- Five Stars (Las Estrellas) (2017)
- Cien días para enamorarse (2018)
- Pequeña Victoria (2019)
- El primero de nosotros (2021)

### Teatro
- Jugate Conmigo (1994)
- Lo de la Susy (2002)
- Lo que habló el pescado (2004)
- Rita, la salvaje (2005)
- Hipólito y Fedra (2005)
- Jackie (2008)
- Valientes (2009-2010)
- Camino Negro (2011-2012)
- Pequeño circo casero de los hermanos Suárez (2015)
- Juegos de amor y de guerra (2017)
- Desnudos (2019-2021)

### Cinema
- Toda la gente sola (2009)